# Bill Gardner (cầu thủ bóng đá)
William Gardner (7 tháng 6 năm 1893 – ?), hay Wally Gardner, là một cầu thủ bóng đá người Anh thi đấu ở vị trí tiền đạo tầm xa hay tiền đạo trung tâm ở Football League cho Derby County, Queens Park Rangers, Ashington, Grimsby Town, Darlington, Torquay United, York City, Crewe Alexandra và Rochdale và ở bóng đá non-league cho Bishop Auckland và Spennymoor United. Ông khoác áo đội tuyển nghiệp dư quốc gia Anh, ghi 2 bàn trong 5 trận năm 1920.